# Schlumbergera
Schlumbergera también llamados cactus de Navidad, Santa Teresita o Pata de Jaiba  es un género de 7 especies aceptadas, de la cincuentena descritas, de cactus, oriundos del Brasil.
- Nota: no confundir con Schlumbergeria E.Morren, 1878 que es un género sinónimo de Guzmania (Bromeliaceae).

## Descripción
Los vástagos de Schlumbergera son filoclados ensamblados unos a otros y que se asemejan y funcionan como hojas; las flores surgen de sus extremidades (areolas).

## Hábitat y distribución
El género es originario de Brasil. Sus especies son epifitas o saxícolas de selvas tropicales. Crecen entre 1.000 y 1700 m de altitud en las ramas de árboles donde, a pesar de la alta precipitación, el agua es eliminada rápidamente, de modo que prevalecen las condiciones “secas” la mayor parte del tiempo. Por ello estos cactus son absolutamente diferentes en aspecto a sus primos del desierto.

## Taxonomía
El género fue creado por Charles Lemaire y publicado en L'illustration horticole, vol. 5, p. 24-25, 1858. La especie tipo es Schlumbergera epiphylloides y su basiónimo Epiphyllum russellianum Hook., 1839.
EtimologíaEl nombre del género se debe a Fréderic Schlumberger (1823-1893) un coleccionista francés que poseía una famosa colección de estas plantas.

## Taxones aceptados
- Schlumbergera bridgesii (Lem.) Loefgr.
- Schlumbergera gaertneri (Regel) E. Britton & A. Rose
- Schlumbergera kautskyi (Horobin & McMillan) N.P.Taylor
- Schlumbergera obtusangula (K. Schum.) D.R. Hunt
- Schlumbergera opuntioides (Loefgr. & Dusén) D.R.Hunt
- Schlumbergera russelianum (Hook.) Britton & Rose
- Schlumbergera truncata (Haw.) Moran
  - Schlumbergera truncata var. delicata (N.E. Br.) Moran[1]

## Sinonimia

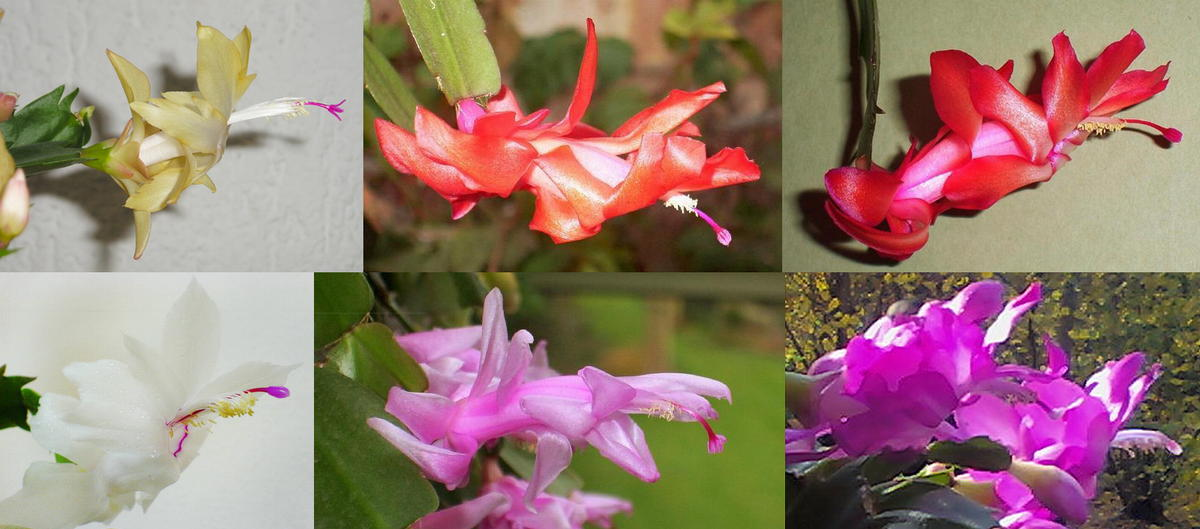
Las flores de schlumbergera

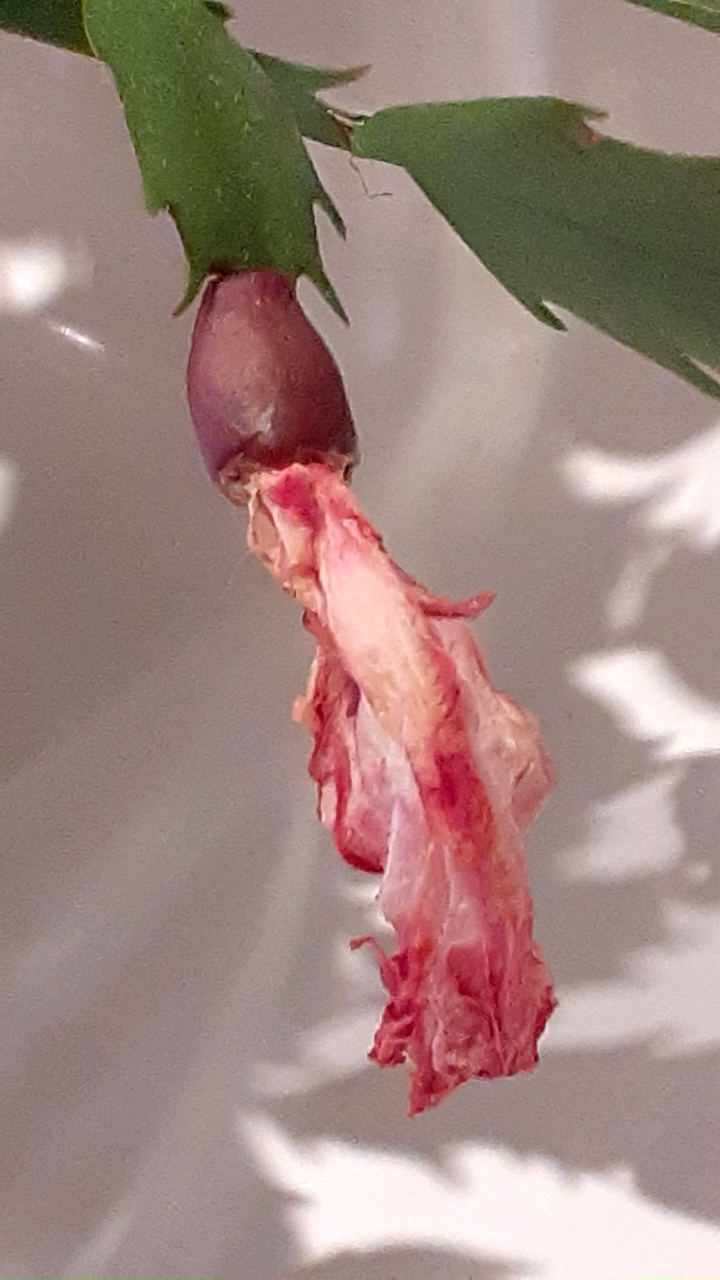
Detalle del fruto.

- Epiphyllanthus A.Berger
- Epiphyllum Pfeiff. non Haw.
- Opuntiopsis Knebel, nom. inval.
- Zygocactus K.Schum.
- Zygocereus Fric & Kreuz., orth. var.